# Caffè Tommaseo
Il Caffè Tommaseo è il più antico caffè ancora in funzione nella città di Trieste. Aperto nel 1830, il caffè fu uno dei centri del movimento irredentista triestino e ancora oggi è un luogo di ritrovo per commercianti, artisti e intellettuali triestini. Fa parte dei locali storici d'Italia.
La caffetteria si trova in piazza Niccolò Tommaseo direttamente sul lungomare della cosiddetta città nuova (Borgo Teresiano).

## Storia

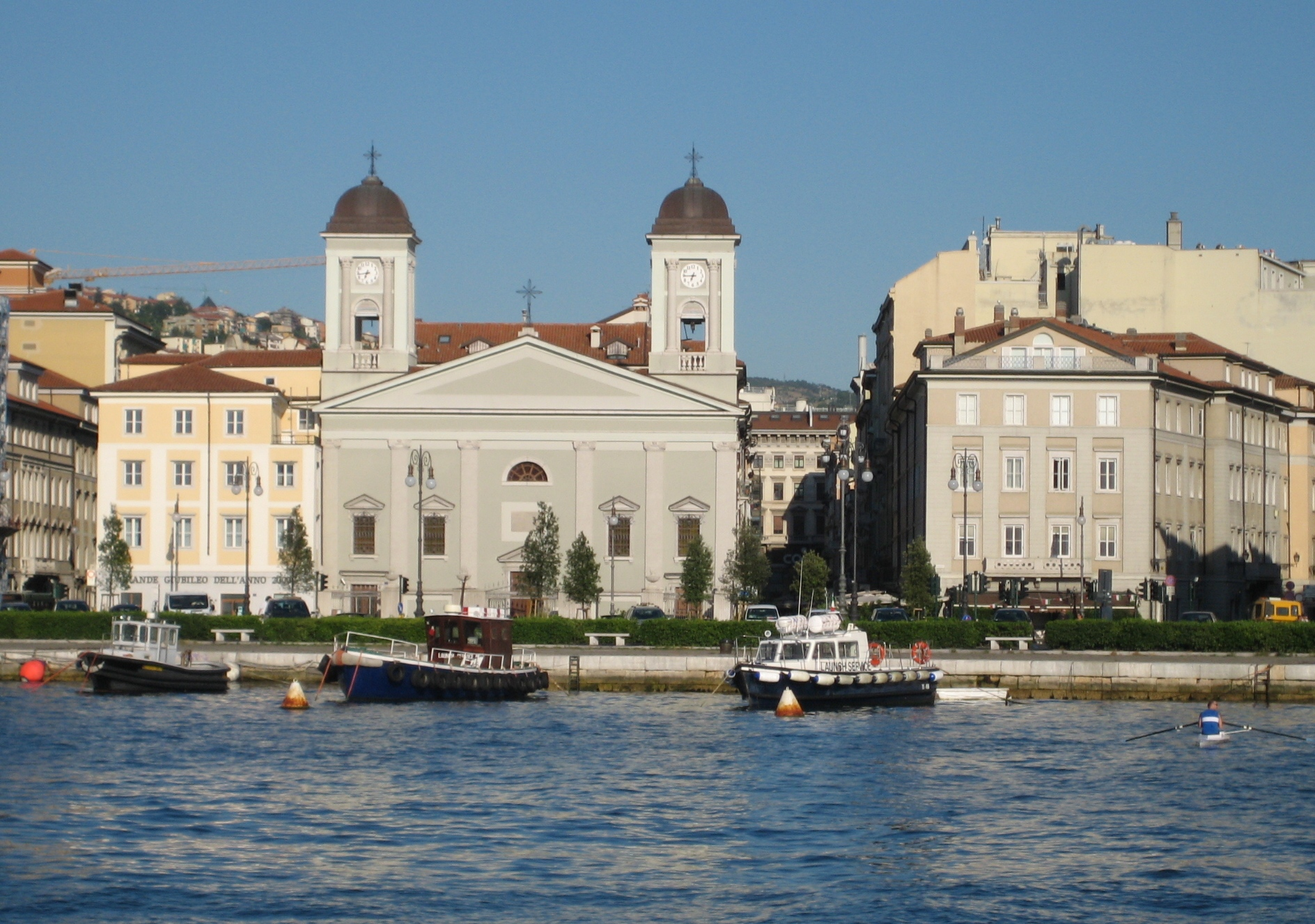
Vista del Caffè Tommaseo sul lungomare di Trieste (a destra della chiesa di San Nicolò dei Greci)

Il palazzo che ospita il Caffè Tommaseo fu costruito nel 1824 su iniziativa di due mercanti mantovani: i fratelli Felice e Vitale Vivante commissionarono infatti all'architetto triestino Antonio Buttazzoni il progetto in piazza dei Negozianti, oggi chiamata piazza Niccolò Tommaseo.
Nel 1830 il padovano Tomaso Marcato aprì il Caffè Tomaso al piano terra dell'edificio. Marcato abbellì la sua caffetteria con sedie realizzate dall'ebanista Michael Thonet e specchi da parete belgi; inoltre commissionò al pittore friulano Giuseppe Gatteri (1799-1878) la decorazione murale. La caffetteria divenne presto un luogo d'incontro popolare per commercianti, artisti e altri intellettuali. Marcato organizzò anche numerosi concerti (al giovedì quelli dell'orchestra del Teatro comunale e al sabato la banda) e mostre d'arte di noti pittori come Giuseppe Bernardino Bison. Inoltre, fu il primo a introdurre la tradizione del gelato a Trieste. Nel 1844 venne introdotta anche l'illuminazione a gas, che per l'epoca era considerata all'avanguardia della tecnica.

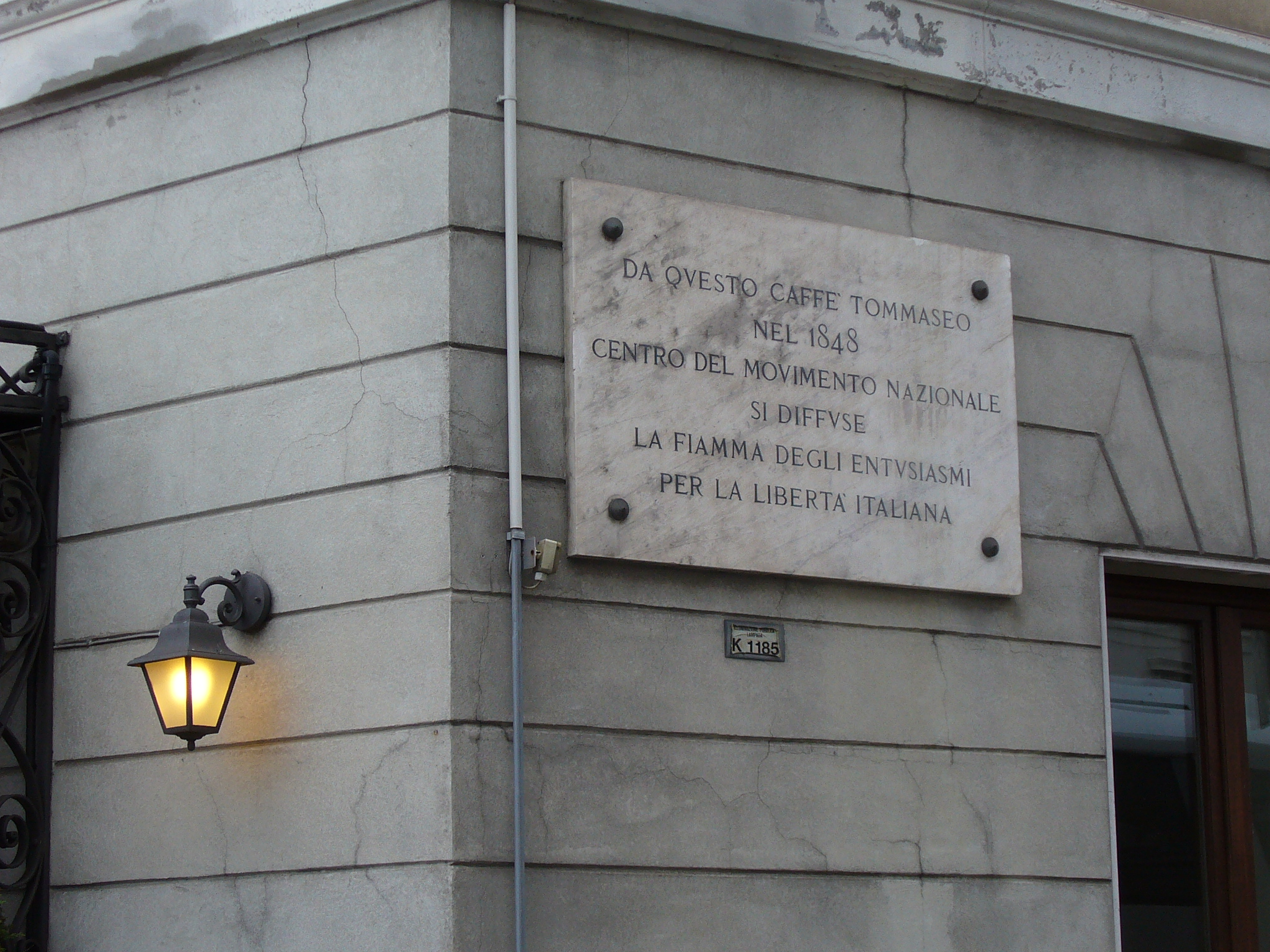
Targa commemorativa

Nel 1848 il locale fu ribattezzato Caffè Tommaseo, in onore dello scrittore e patriota dalmata Niccolò Tommaseo. In questo periodo, questa caffetteria divenne un punto d'incontro per il Risorgimento italiano a Trieste. Una lapide commemorativa, posta dall'Istituto nazionale per la storia del Risorgimento:
Dopo l'esecuzione a morte di Guglielmo Oberdan nel 1882, apice del movimento irredentista triestino, il nome della caffetteria fu cambiato in Caffè Tomaso per paura della reazione delle autorità austro-ungheresi. Solo quando le prime truppe italiane sbarcarono al molo Audace di Trieste il 3 novembre 1918, unendo così la città all'Italia, il locale venne nuovamente ridenominato Caffè Tommaseo.
Il 7 aprile 1954 il locale è stato ufficialmente dichiarato monumento storico e artistico.
Negli anni 1984-1986 il palazzo fu ristrutturato dalle assicurazioni Generali, mentre nel 1997, su iniziativa del nuovo proprietario, i locali sono stati completamente ristrutturati e gestiti secondo l'originale tradizione della caffetteria viennese. La decorazione interna originale è stata in gran parte conservata.
Tra i clienti più noti del Caffè Tommaseo si ricordano: Pasquale Besenghi degli Ughi, Domenico Rossetti, Pietro Kandler, Henry Beyle (Stendhal), Virgilio Giotti, Giani Stuparich, Pier Antonio Quarantotti Gambini e Umberto Saba. Italo Svevo scrisse in questo locale alcune opere, mentre Claudio Magris ha scritto qui la sua opera più famosa, Danubio.